# Élections législatives de 1951 dans la Marne
Les élections législatives françaises de 1951 se tiennent le 17 juin. Ce sont les deuxièmes élections législatives de la Quatrième République.

## Mode de scrutin
Représentation proportionnelle plurinominale suivant la méthode du plus fort reste dans 103 circonscriptions, conformément à la loi des apparentements : les listes qui se sont « apparentées » avant l'élection remportent tous les sièges de la circonscription si leurs voix ajoutées obtiennent la majorité absolue des suffrages exprimés. Il y a 629 sièges à pourvoir.
Le vote préférentiel est admis. 
Dans le département de la Marne, cinq députés sont à élire.

## Candidats

### Liste d'union républicaine, résistante et antifasciste présentée par le Parti communiste français
| N° | Candidats | Candidats      | Parti | Principales fonctions                                                                                             |
| -- | --------- | -------------- | ----- | --- |
| 01 |           | Alcide Benoît  | PCF   | Ancien député, ancien Conseiller de la République, cheminot, ancien résistant FTP, conseiller municipal d'Épernay |
| 02 |           | René Tys       | PCF   | Employé, Reims |
| 03 |           | Hélène Nautré  | PCF   | Député sortant, ancienne résistante, Reims                                                                        |
| 04 |           | Henri Mirroir  | PCF   | Cheminot à Épernay, conseiller municipal de Boursault                                                             |
| 05 |           | Gaston Waharte | PCF   | Contrôleur des PTT, conseiller municipal de Chalons-sur-Marne                                                     |

### Liste du Rassemblement du peuple français
| N° | Candidats | Candidats          | Parti | Principales fonctions                                                                           |
| -- | --------- | ------------------ | ----- | ----------------------------------------------------------------------------------------------- |
| 01 |           | Pierre Clostermann | RPF   | Ingénieur, député sortant du Bas-Rhin                                                           |
| 02 |           | Roger Raulet       | RPF   | Boulanger à Reims, conseiller général du canton de Reims-1                                      |
| 03 |           | René Bouillon      | RPF   | Peintre en bâtiment, Épernay                                                                    |
| 04 |           | Lucien Dubois      | RPF   | Cultivateur à Ablancourt                                                                        |
| 05 |           | Guy Boisot         | RPF   | Médaille de la Résistance, ancien déporté, imprimeur, conseiller municipal de Chalons-sur-Marne |

### Liste du Mouvement républicain populaire
| N° | Candidats | Candidats        | Parti | Principales fonctions |
| -- | --------- | ---------------- | ----- | --- |
| 01 |           | Pierre Schneiter | MRP   | Médaille de la Résistance, Ministre de la santé publique et de la population, ancien Sous-Préfét, député sortant                      |
| 02 |           | René Charpentier | MRP   | Médaille de la Résistance, ancien déporté, agriculteur, conseiller général du canton de Montmirail, député sortant, Le Thoult-Trosnay |
| 03 |           | Roger Menu       | MRP   | Moniteur d'apprentissage, sénateur, maire d'Épernay                                                                                   |
| 04 |           | Robert Soudant   | MRP   | Conseiller général du canton de Ville-sur-Tourbe, agriculteur, maire de Sommepy-Tahure                                                |
| 05 |           | André Goblet     | MRP   | Commercial, Sermaize-les-Bains, conseiller général du canton de Thiéblemont-Farémont                                                  |

### Liste du Parti socialiste SFIO
| N° | Candidats | Candidats          | Parti | Principales fonctions                                                    |
| -- | --------- | ------------------ | ----- | ------------------------------------------------------------------------ |
| 01 |           | Lucien Draveny     | SFIO  | Artisan, député sortant, conseiller municipal de Chalons-sur-Marne       |
| 02 |           | Jacques Bott       | SFIO  | Docteur en médecine, conseiller général, adjoint au maire de Reims       |
| 03 |           | Robert Gilmert     | SFIO  | Vigneron, conseiller général du canton d'Avize, maire du Mesnil-sur-Oger |
| 04 |           | Alphonse Poittevin | SFIO  | Vigneron, maire de Cumières                                              |
| 05 |           | Mme Bernard        | SFIO  | Adjointe au maire d'Épernay                                              |

### Liste d'entente républicaine - Parti radical-socialiste et Parti paysan d'union sociale
| N° | Candidats | Candidats        | Parti   | Principales fonctions                                                                        |
| -- | --------- | ---------------- | ------- | -------------------------------------------------------------------------------------------- |
| 01 |           | Paul Anxionnaz   | Radical | Ingénieur, conseiller général du canton d'Écury-sur-Coole, député sortant, Chalons-sur-Marne |
| 02 |           | Pierre Gabeau    | PPUS    | Cultivateur, maire de Taissy                                                                 |
| 03 |           | Pierre Girod     | Radical | Ingénieur TPE, conseiller municipal de Chalons-sur-Marne                                     |
| 04 |           | Henri Bauer      | Radical | Agent d'assurances, conseiller municipal d'Épernay                                           |
| 05 |           | Hippolyte Tramet | Radical | Directeur de coopérative, conseiller général, maire de Vitry-le-François                     |

### Liste pour l'indépendance française
| N° | Candidats | Candidats       | Parti | Principales fonctions                                                       |
| -- | --------- | --------------- | ----- | --------------------------------------------------------------------------- |
| 01 |           | Robert Jospin   | DVG   | Directeur d'école, Président de l'Internationale des résistants à la guerre |
| 02 |           | Charles Tourne  | DVG   | Professeur                                                                  |
| 03 |           | Andrée Gaucher  | DVG   | Exploitante viticole                                                        |
| 04 |           | Bertrand Legras | DVG   | Radio électricien                                                           |
| 05 |           | André Schmidt   | DVG   | Entrepreneur de peinture                                                    |

### Liste de défense des libertés
| N° | Candidats | Candidats        | Parti                | Principales fonctions |
| -- | --------- | ---------------- | -------------------- | --------------------- |
| 01 |           | Marcel Villenoy  | Défense des libertés | Commerçant            |
| 02 |           | Jean Montagne    | Défense des libertés | Commerçant            |
| 03 |           | Pierre Ollivet   | Défense des libertés | Agriculteur           |
| 04 |           | Clémence Blondin | Défense des libertés | Commerçante           |
| 05 |           | Henri Morier     | Défense des libertés | Garagiste             |

## Élus
| Député sortant   | Parti | Parti   | Député élu ou réélu | Parti | Parti |
| ---------------- | ----- | ------- | ------------------- | ----- | ----- |
| Hélène Nautré    |       | PCF     | Alcide Benoît       |       | PCF   |
| Lucien Draveny   |       | SFIO    | Lucien Draveny      |       | SFIO  |
| Pierre Schneiter |       | MRP     | Pierre Schneiter    |       | MRP   |
| René Charpentier |       | MRP     | René Charpentier    |       | MRP   |
| Paul Anxionnaz   |       | Rad soc | Pierre Clostermann  |       | RPF   |

## Résultats

### Résultats à l'échelle du département
- Les listes du MRP, de la SFIO et d'entente républicaine (RGR-Rad-CNIP) se sont apparentées.
- Leurs voix cumulées représentant moins de 50% des exprimés, les sièges sont répartis à la proportionnelle entre tous les partis.
- Le score de l'apparentement est considéré comme celui d'une liste pour la répartition générale, ensuite la répartition interne des sièges entre apparentées se fait également à la proportionnelle.

| Parti    | Parti                                                                                                | Tête de liste      | Résultats | Résultats | Sièges |  |
| Parti    | Parti                                                                                                | Tête de liste      | Voix      | %         |        |  |
| -------- | --- | ------------------ | --------- | --------- | ------ |  |
|          | Parti communiste français                                                                            | Alcide Benoît      | 47 216    | 26,93     | 1      |  |
|          | Rassemblement du peuple français                                                                     | Pierre Clostermann | 45 912    | 26,18     | 1      |  |
|          | Mouvement républicain populaire *                                                                    | Pierre Schneiter   | 36 702    | 20,93     | 2      |  |
|          | Section française de l'Internationale ouvrière *                                                     | Lucien Draveny     | 18 567    | 10,59     | 1      |  |
|          | Entente républicaine (Parti radical (France)-Parti radical (France)-Parti paysan d'union sociale ) * | Paul Anxionnaz     | 16 575    | 9,45      | 0      |  |
|          | Rassemblement indépendant français                                                                   | Robert Jospin      | 4 024     | 2,30      | 0      |  |
|          | Déf. lib                                                                                             | Marcel Villeroy    | 3 891     | 2,22      | 0      |  |
|          | |                    |           |           |        |  |
| Inscrits | Inscrits                                                                                             | Inscrits           | 229 603   | 100,00    | 5      |  |
| Votants  | Votants                                                                                              | Votants            | 180 503   | 78,62     |        |  |
| Exprimés | Exprimés                                                                                             | Exprimés           | 175 364   | 97,15     |        |  |